# Ossiuriasi
L'ossiuriasi (conosciuta anche come enterobiasi) è una parassitosi intestinale cosmopolita che colpisce soprattutto i bambini. Frequentemente compare una sintomatologia abbastanza caratteristica: prurito anale, sintomi intestinali e, talvolta disturbi "nervosi".

## Descrizione ossiuri
Nonostante le esigue dimensioni, gli ossiuri adulti sono visibili a occhio nudo, sotto forma di piccoli filamenti bianchi. Le femmine adulte sono lunghe tra gli 8 e i 13 millimetri, e presentano un diametro di circa 0,5 millimetri, mentre i maschi adulti sono lunghi tra i 2 e i 5 millimetri e possiedono un diametro di circa 0,15 millimetri.

## Epidemiologia
L'infezione da ossiuri si verifica in tutto il mondo ed è l'infezione da elminti (cioè parassiti) più comune negli Stati Uniti e in Europa occidentale. Negli Stati Uniti, uno studio del Center of Disease Control ha riportato un tasso di incidenza complessivo dell'11,4% tra le persone di tutte le età. Gli ossiuri sono particolarmente comuni nei bambini, con tassi di prevalenza in questa fascia di età che sono stati segnalati come il 61% in India, il 50% in Inghilterra, il 39% in Thailandia, il 37% in Svezia e il 29% in Danimarca. È stato dimostrato che la suzione delle dita aumenta sia i tassi di incidenza che quelli di ricaduta, e la puntura delle unghie è stata associata in modo simile. Poiché si diffonde da un ospite all'altro attraverso la contaminazione, l'enterobiasi è comune tra le persone che vivono a stretto contatto e tende a verificarsi in tutte le persone all'interno di una famiglia. La prevalenza di ossiuri non è associata al genere, né a nessuna particolare classe sociale, etnia o cultura.

## Eziologia
L'agente eziologico è l'Enterobius vermicularis. Questo nematode è caratterizzato dalla presenza di due creste longitudinali poste lateralmente al corpo.
La femmina è più lunga (10 mm) del maschio (4mm circa). Non depone le uova nell'intestino ma le accumula nei suoi ureteri. Quando questi sono pieni si stacca dalla mucosa del cieco e migra verso l'ano.

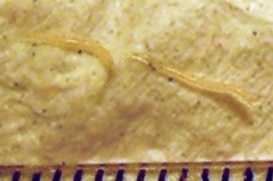
Due ossiuri femmine accanto a un righello

## Patogenesi
Raggiunge le pliche cutanee perianali, deposita le uova (circa 12000) e poi muore. Le uova sono caratteristicamente appiattite e convesse; maturano in 6 ore.
Quando l'uomo le ingerisce, a livello duodenale si schiudono, si approfondano nelle cripte del duodeno e dell'ileo e mutano in verme adulto che migra nel cieco.

## Trasmissione
La trasmissione si ha per via orale dato che su alcuni cibi o giocattoli, spesso masticati dai più piccoli, si possono depositare le uova del verme. Un modo per evitarli è quello di avere un'igiene più attenta per non contaminare il resto della famiglia.

## Manifestazioni cliniche
Le manifestazioni cliniche sono legate principalmente all'irritazione della regione perianale, causata dal parassita che può portare a lesioni da grattamento che possono facilmente infettarsi. Nei bambini ci possono essere sintomi come l'irritabilità, insonnia e convulsioni. Nella donna si può avere una migrazione dalla zona perianale alla cavità vaginale ed uterina con perdite vaginali e prurito vulvare.

## Diagnosi
Può essere effettuata attraverso l'osservazione diretta dei vermi nelle feci, tramite analisi parassitologiche delle feci o tramite "scotch test". Quest'ultimo sistema consiste nell'applicare un adesivo trasparente nella zona perianale per qualche secondo, il quale sarà quindi posto su di un vetrino. Successivamente il vetrino verrà immerso in un liquido ed analizzato con microscopio ottico. È necessario ripetere questa operazione per tre giorni consecutivi, prima della toilette alla mattina. Questo procedimento è stato dichiarato il più efficiente per sapere se ci sono uova depositate dagli stessi ossiuri.

## Terapia
I trattamenti farmacologici sono fondamentali per l'infezione da ossiuri. Sono così efficaci che molti scienziati medici considerano impraticabili le misure igieniche. Tuttavia, la reinfezione è frequente indipendentemente dal farmaco utilizzato. L'eliminazione totale del parassita in una famiglia può richiedere dosi ripetute di farmaci fino a un anno o più. Poiché i farmaci uccidono gli ossiuri adulti, ma non le uova, si raccomanda il primo ritrattamento in due settimane. Inoltre, se un membro della famiglia diffonde le uova ad un altro, saranno necessarie due o tre settimane prima che quelle uova diventino vermi adulti e quindi suscettibili di trattamento. Le infezioni asintomatiche, spesso nei bambini piccoli, possono fungere da riserve di infezione e pertanto l'intera famiglia dovrebbe essere trattata indipendentemente dal fatto che siano presenti o meno sintomi. [9] [23]
I composti benzimidazolo, albendazolo (nome commerciale Albenza, Eskazole, Zentel e Andazol) e mebendazolo (nome commerciale Ovex, Vermox, Antiox e Pripsen) sono i più efficaci. Funzionano inibendo la funzione dei microtubuli negli adulti di ossiuri, causando l'esaurimento del glicogeno. Una singola dose da 100 milligrammi di mebendazolo con una dose ripetuta dopo una settimana, è considerata la più sicura ed è generalmente efficace con un tasso di guarigione del 96%. Il mebendazolo non ha effetti collaterali gravi, sebbene siano stati riportati dolore addominale e diarrea.
Il pirvinio pamoato (nome commerciale Pin-X, Combantrin, Anthel, Helmintox e Helmex) uccide gli ossiuri adulti attraverso il blocco neuromuscolare, ed è considerato efficace quanto i composti benzimidazolici ed è usato come farmaco di seconda linea. Altri farmaci sono la piperazina, che provoca una paralisi flaccida negli ossiuri adulti e agisce inibendo l'assorbimento di ossigeno degli ossiuri adulti. Gli ossiuri situati nel sistema genito-urinario (in questo caso, area genitale femminile) possono richiedere un altro trattamento farmacologico.
Negli anni sessanta veniva molto utilizzato il pirvinio pamoato che è stato successivamente sostituito da molecole più efficaci e con minori effetti collaterali, quali il Pirantel pamoato, l'Albendazolo ed il Mebendazolo. Nelle infezioni intense il trattamento va ripetuto ogni due settimane.
È stata svolta una ricerca italiana per verificare eventuali riscontri terapeutici grazie all'uso di integratori alimentari a base di semi di zucca, curcuma, mirra e tanaceto

## L'Infezione
L'infezione da ossiuri non può essere totalmente prevenuta nella maggior parte dei casi. Ciò è dovuto alla prevalenza del parassita e alla facilità di trasmissione attraverso indumenti da notte sporchi, uova trasportate dall'aria, mobili contaminati, giocattoli e altri oggetti. L'infezione può verificarsi anche nelle classi più alti della società, dove l'igiene e lo stato nutrizionale sono generalmente elevati: lo stigma che associa la povertà all'infezione da ossiuri è quindi considerato falso. Talvolta è necessario confortare i genitori turbati che hanno scoperto che i loro figli sono infetti, poiché potrebbero non rendersi conto di quanto sia diffusa l'infezione.
L'azione profilattica ruota attorno all'igiene personale e alla pulizia degli alloggi. Il tasso di reinfezione può essere ridotto attraverso misure igieniche, e questo è raccomandato soprattutto nei casi ricorrenti.
Le misure principali sono tenere le unghie corte e lavare e strofinare accuratamente mani e dita, specialmente dopo la defecazione e prima dei pasti.  In condizioni ideali, i copriletti, gli indumenti da notte e gli asciugamani dovrebbero essere cambiati ogni giorno. Il semplice lavaggio di vestiti e biancheria li disinfetta. I bambini devono indossare i guanti mentre dormono e il pavimento della camera da letto deve essere tenuto pulito. Gli alimenti dovrebbero essere coperti per limitare la contaminazione con uova di parassiti trasportate dalla polvere. I detergenti per la casa hanno scarso effetto sulla vitalità delle uova di ossiuri e la pulizia del bagno con un panno umido inumidito con un agente antibatterico o candeggina spargerà semplicemente le uova ancora vitali. Allo stesso modo, agitando i vestiti e la biancheria da letto si staccano e si diffondono le uova.